# Daniele Pontoni
Daniele Pontoni, nacido el 8 de septiembre de 1966 en Údine, fue un ciclista italiano. Destacó en la modalidad de Ciclocrós siendo campeón mundial élite en 1997. 

## Palmarés
| 1992 - Ciclocross de Igorre 1993 - Superprestigio de Ciclocrós - 2.º en el Campeonato de Italia de Ciclocrós 1994 - Superprestigio de Ciclocrós - Campeonato de Italia de Ciclocrós - Ciclocross de Igorre 1995 - Copa del Mundo de Ciclocrós - Campeonato de Italia de Ciclocrós - Ciclocross de Igorre 1996 - 2.º en el Campeonato Mundial de Ciclocrós - Campeonato de Italia de Ciclocrós - Ciclocross de Igorre 1997 - Campeonato Mundial de Ciclocrós - Campeonato de Italia de Ciclocrós | 1998 - Ciclocross de Igorre 1999 - Campeonato de Italia de Ciclocrós 2000 - Campeonato de Italia de Ciclocrós - Ciclocross de Igorre 2001 - Campeonato de Italia de Ciclocrós 2002 - Campeonato de Italia de Ciclocrós 2003 - Campeonato de Italia de Ciclocrós 2004 - Campeonato de Italia de Ciclocrós |